# Аспиза
Аспиза (др.-греч. Ἀσπείσας) — сатрап Сузианы в 316/315—312/311 годах до н. э.

## Биография

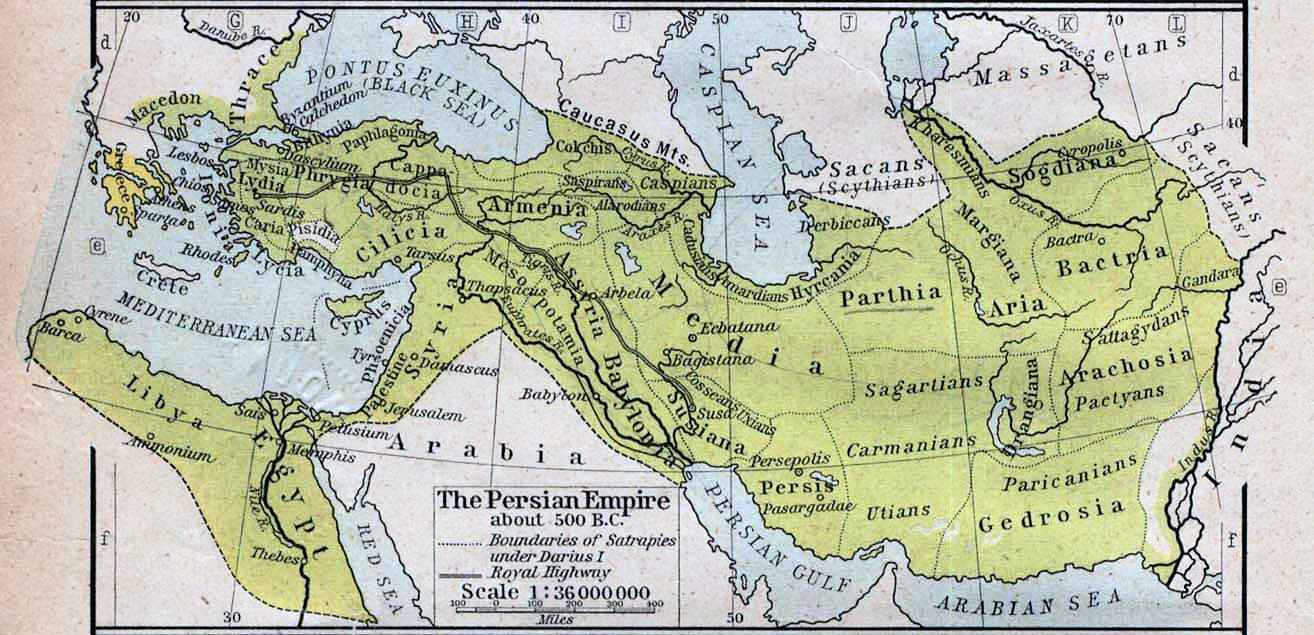
Сузиана на карте империи Ахеменидов между Вавилонией, Мидией и Персией

После победы над Эвменом Антигон решил, что в он состоянии подчинить своей власти все земли, ранее завоёванные Александром Македонским. По замечанию А. С. Шофмана, для этого Антигону требовалось, в первую очередь, укрепить тылы, поставив во главе ряда сатрапий преданных ему людей, и пополнить финансовые ресурсы. Всесильный диадох направился в Сузы, где в 316/315 году до н. э. завладел огромными средствами из хранящейся там сокровищницы. Сатрапом Сузианы, вместо казнённого Антигена, был назначен местный уроженец Аспиза. Как подметил И. Г. Дройзен, это был второй немакедонянин, которому Антигон доверил пост сатрапа (первым был сатрап Мидии Оронтобат). Р. Биллоуз отмечает, что назначение сатрапом местного уроженца, а не грека или македонянина, возможно, было частью политики Антигона по замирению своих новых владений.
Сведения о сатрапе Сузианы Аспизе подтверждаются нумизматическими находками — тетрадрахмой с легендой «ΑΣΠΕΙΣΟΥ» на реверсе. По мнению Р. Биллоуза, это свидетельствует о высоком влиянии Аспизы в Сузиане и его относительной независимости от Антигона.
После завоевания Сузианы Селевком около 311 года до н. э. Аспиза был низложен и, возможно, казнён. Новым сатрапом области стал Эвтел.